# Manaosella
Manaosella é um género botânico pertencente à família Bignoniaceae.

## Espécies
- Manaosella cordifolia
- Manaosella platidactyla